# La Isla (Jalisco)
La Isla es una localidad del estado mexicano de Jalisco. Es parte del municipio de Ayotlán.

## Demografía
| Gráfica de evolución demográfica |
|                                  |

| Censo | Población |
| ----- | --------- |
| 1900  | 268       |
| 1910  | 304       |
| 1921  | 331       |
| 1930  | 329       |
| 1940  | 509       |
| 1950  | 686       |
| 1960  | 794       |
| 1970  | 621       |
| 1980  | 859       |
| 1990  | 990       |
| 2000  | 973       |
| 2010  | 1 055     |
| 2020  | 1 082     |